# زاغ
یک زاغ (به انگلیسی: Jay)، عضوی از تعدادی از گونه‌های پرندگان معمولی رنگارنگ و پر سروصدا از خانواده کلاغان است. روابط تکاملی بین زاغ‌ها و زاغی‌ها نسبتاً پیچیده است. به عنوان نمونه، به نظر می‌رسد که زاغی اوراسیایی با جیجاق اوراسیایی بیشتر از زاغی‌های آبی و سبز شرق آسیا مرتبط است، در حالی که زاغی آبی با هیچ‌کدام از آن‌ها ارتباط نزدیکی ندارد.

## رده‌بندی و گونه‌ها
زاغ‌ها یک گروه تک‌تباری نیستند. شواهد کالبدشناسی و مولکولی نشان می‌دهد که آنها را می‌توان به دودمان آمریکایی و جهان قدیم تقسیم کرد (دومی شامل زاغ‌های زمینی و piapiac)، در حالی که زاغ‌های خاکستری از سردهٔ Perisoreus یک گروه مستقل خود را تشکیل می‌دهند. زاغی‌های سیاه که در گذشته باور بر این بود که مربوط به زاغیان درختی هستند، به عنوان زاغی‌های درختان طبقه‌بندی می‌شوند.